# Rhodophthitus formosus
Rhodophthitus formosus är en fjärilsart som beskrevs av Butler 1880. Rhodophthitus formosus ingår i släktet Rhodophthitus och familjen mätare. Inga underarter finns listade.